# Blädinge landskommun
Blädinge landskommun var en tidigare kommun i Kronobergs län.

## Administrativ historik
När kommunalförordningarna trädde i kraft den 1 januari 1863 inrättades över hela landet cirka 2 400 landskommuner, de flesta av dessa motsvarande en socken.
I Blädinge socken i Allbo härad i Småland bildades då denna kommun. Denna inkorporerades 1952 i Vislanda landskommun som sedan 1971 uppgick i Alvesta kommun.

## Politik

### Mandatfördelning i Blädinge landskommun 1938-1946
| 4 | 2 | 4 | 5 |

| 14 |

| 4 | 1 | 5 | 5 |

| 14 |

| 4 | 6 | 5 |

| 15 |